# Luís Carlos Dallastela
Luís Carlos Dallastella, mais conhecido como Luís Carlos (Curitiba, 28 de julho de 1987), é um futebolista brasileiro que atua como goleiro. Atualmente, está no Botafogo-PB.

## Carreira

### Início
Luís Carlos foi revelado pelo Paraná. O jogador começou a ser titular em 2011, após ser reserva de goleiros como Flávio e Juninho e teve um papel importante na luta pelo acesso tricolor em 2013.

### Ceará
Com muito destaque em 2013, acertou para 2014, com o Ceará.
O Paraná entrou na Justiça do Trabalho pedindo R$ 18 milhões por causa da transferência do goleiro Luís Carlos para o Ceará, consolidada no fim do ano de 2013. O clube paranaense argumenta que tem direito a receber o dinheiro porque o jogador rescindiu com o Tricolor antes do término previsto em contrato. Luís Carlos comunicou a rescisão do vínculo em 1 de dezembro de 2013. O Paraná defende que o atleta só poderia ter deixado a Vila Capanema mediante o pagamento da cláusula indenizatória de R$ 18 milhões. A ação paranista será avaliada na 8ª Vara do Trabalho de Curitiba. O diretor jurídico do Ceará, Guilherme Magalhães, informou que a equipe nordestina não foi notificada oficialmente e, por isso, não poderia comentar o assunto. 
Em 2015, o Paraná perdeu o processo que movia contra o Ceará e o goleiro Luís Carlos, revelado na Vila Capanema, mas que se transferiu para o Vozão em janeiro de 2014. A decisão da Justiça foi proferida no dia 16, mas o clube ainda pode recorrer.
O Tricolor exigia R$ 18 milhões do clube cearense e do atleta sob o argumento de que o arqueiro rescindiu vínculo com o Paraná antes do término previsto em contrato. Segundo o Paraná, o contrato de Luís Carlos era válido até 31 de dezembro de 2013, mas o goleiro teria comunicado a rescisão do vínculo em 1.º de dezembro de 2013. Além de perder a ação, o Tricolor terá agora de pagar nos próximos cinco dias as custas do processo, avaliadas em R$ 432 mil. “Essa ação foi uma verdadeira aventura jurídica do Paraná”, afirma William Castilho, advogado de Luís Carlos. Essa despesa terá de ser paga antes de um eventual recurso pelo clube.
“Faltava um mês para terminar o contrato do Luís Carlos, quando o Paraná propôs uma composição: que o goleiro rescindisse o contrato já em novembro, para que o clube não precisasse pagar o mês de dezembro e as férias. O Paraná já pagou a verba rescisória do acordo com cheque pós-datado. Tudo errado”, argumenta Castilho.
Ainda segundo o advogado do goleiro, Luís Carlos somente assinou contrato com o Ceará em janeiro de 2014, após, portanto, o fim de seu vínculo anterior com o Paraná. “A diretoria se baseou em notícias de jornais, que diziam que o Luís Carlos tinha sido contratado pelo Ceará em dezembro, para entrar com essa ação”, complementa Castilho.
No dia 3 de dezembro de 2015, Luís Carlos não teve seu contrato renovado com o Alvinegro e acabou saindo do clube, após altos e baixos na temporada de 2015.

### Portuguesa
No dia 25 de fevereiro de 2016, Luís Carlos acertou com a Portuguesa, com a indicação do treinador Ricardinho.

### Guarani
No dia 25 de junho de 2016, Luís Carlos acertou com o Guarani para jogar a Série C do Campeonato Brasileiro.

### Figueirense
No dia 28 de dezembro de 2016, ele acertou com o Figueirense.

## Títulos
Paraná
- Campeonato Paranaense: 2006
- Campeonato Paranaense - Segunda Divisão: 2012

Ceará
- Copa dos Campeões Cearenses: 2014
- Campeonato Cearense: 2014
- Copa do Nordeste: 2015

### Conquistas Individuais
| Ano  | Premiação           | Prêmio         | Time  | Resultado | Ref.  |
| ---- | ------------------- | -------------- | ----- | --------- | ----- |
| 2015 | Troféu Verdes Mares | Melhor goleiro | Ceará | Venceu    | [ 4 ] |